# Муравьёва, Дария Алексеевна
Дария Алексеевна Муравьёва (19 марта 1922 г. Пушкиногорье (СССР) — 3 ноября 2008 г. г. Пятигорск (Россия)) —  провизор, российский учёный-фармакогност, доктор фармацевтических наук, профессор, заслуженный деятель науки, специалист в области стандартизации лекарственного растительного сырья.

## Биография
Муравьёва Д.А. родилась в семье крестьян-рыбаков в селе Ракулино Ленинградской области. В 1940 г. она окончила Ленинградский фармацевтический техникум  и поступила учиться в Ленинградский химико-фармацевтический институт, с которым в 1942 г. была эвакуирована на Кавказские Минеральные Воды.
В 1944 г. она с отличием окончила Пятигорский фармацевтический институт, и с 1944 по 1948 гг. обучалась в аспирантуре под руководством А. Ф. Гаммерман. В 1949 г. Муравьёва Д.А. в Ленинградском химико-фармацевтическом институте защитила кандидатскую диссертацию "Фармакогностическое исследование крупнокорневищных папоротниковидные Северного Кавказа".
В 1954 г. Муравьёва Д.А. – доцент кафедры фармакогнозии, а с 1955 г. – заведующая этой кафедрой. В 1965 г. Муравьёва Д.А. в Тартуском университете защитила докторскую диссертацию "Фармакогностическое изучение видов рода Senecio (крестовник) флоры Кавказа". В 1966 г. Д.А. Муравьёвой было присвоено звание профессора.
После защиты докторской диссертации талант и энергия Дарии Алексеевны особенно раскрылись при организации исследований ресурсов лекарственных растений разных флористических регионов СССР. По заданию "Союзлекраспрома" совместно со своими учениками Савченко Я.С., Челомбитько В.А., Погореловым В.И., Денисенко О.Н., Ушаковым В.Б., Акоповым А.А., Поповой О.И. и др. ей были организованы многочисленные многомесячные экспедиции по Северному Кавказу, Закавказью, Средней Азии, Ставропольскому и Краснодарскому краю.
В должности заведующей кафедрой фармакогнозии проф. Д.А. Муравьёва проработала 37 лет – с 1955 по 1992 годы. 
С 1992 г.– профессор кафедры фармакогнозии, проработав в этой должности вплоть до своей кончины.
Д.А. Муравьёва активно участвовала в подготовке высококвалифицированных научных кадров преподавателей. Ею создано научное направление на кафедре фармакогнозии по изучению лекарственных растений отечественной и иноземной флоры, содержащих различные биологически активные соединения: алкалоиды, гликозиды, сапонины, флавоноиды и др.
Под руководством профессора Д.А. Муравьёвой подготовлено 6 докторов наук по специальности «Фармакогнозия» и «Фармацевтическая химия, фармакогнозия». Среди них: В.Н. Бубенчикова – зав. кафедрой фармакогнозии фармацевтического факультета Курского государственного медицинского университета, Чан Ван Тхань – зав. кафедрой фармакогнозии и фитопрепаратов Ханойского госуниверситета, Вьетнам), Т.И. Плеханова (Никитина) – зав. кафедрой фармакогнозии с курсом ботаники фармацевтического факультета Башкирского государственного медицинского университета, О.И. Попова – профессор кафедры фармакогнозии, ботаники и технологии фитопрепаратов Пятигорского медико-фармацевтического института – филиала ВолгГМУ. Число кандидатов фармацевтических наук, подготовленных Д.А. Муравьёвой для Советского Союза, Российской Федерации, стран ближнего и дальнего зарубежья составляет 54 человека.
Умерла 3 ноября (по другим данным - 4 ноября) 2008 года, похоронена на Краснослободском кладбище г. Пятигорска.

## Семья
Отец - Кузьмин Алексей Кузьмич (1875 г. рожд.). Мать - Кузьмина Дарья Васильевна (1876 г. рожд.).
Супруг: Муравьёв Иван Алексеевич (05.08. 1905 – 06.07.2004) - доктор фармацевтических наук, профессор. За плодотворную научно-педагогическую работу и большой вклад в развитие медицинской и фармацевтической науки И.А. Муравьев был награждён многочисленными орденами и медалями. В числе его наград – орден "Знак Почета", медали "За оборону Ленинграда", "За трудовую доблесть", "50 лет победы в Великой Отечественной войне 1941-1945 гг.", "В память 300-летия Санкт-Петербурга", Почетная грамота Президиума Верховного Совета РСФСР в связи с 70-летием со дня рождения, золотая медаль ВДНХ СССР за разработанные лекарственные препараты, Почетная грамота Государственной Думы Федерального собрания в связи с 95-летием со дня рождения и благодарственное письмо от Правительства Российской Федерации в связи с этой датой.
Дочь: Татьяна Ивановна Муравьёва (род. 5.05.1950) - доктор фармацевтических наук, профессор Первого Московского государственного медицинского университета им. И.М. Сеченова (Сеченовский университет).

## Научные труды
Проф. Муравьёвой Д.А. опубликовано свыше 350 работ, разработаны многие фармакопейные статьи, инструкции по заготовке лекарственного растительного сырья и другая нормативная документация. Результаты многих исследований защищены авторскими свидетельствами, патентами и удостоверениями о приоритете.
В соавторстве с А.И. Шретером и др. опубликована монография "Лекарственная флора Кавказа" (1979).

## Учебные издания
1. Тропические и субтропические лекарственные растения: учебное пособие для студентов фармацевтических институтов и факультетов (1974, 1983, 1997)[6][7][8].
2. Фармакогнозия: учебник для студентов фармацевтических институтов и факультетов (1978, 1981, 1991, 2002)[9][10][11][12].
3. Ресурсоведение лекарственных растений (2008) [13]

## Награды
- Медаль «За оборону Ленинграда»;
- Орден «Знак Почета»;
- Заслуженный деятель науки Российской Федерации;

## Увековечивание памяти
9 ноября 2010 г. в ботаническом саду Пятигорской государственной фармацевтической академии состоялось открытие аллеи памяти заслуженного деятеля науки Российской Федерации Д.А. Муравьёвой (саженцы гинко билоба и спиреи белой).
В Пятигорском медико-фармацевтическом институте ежегодно в марте проводится научная конференция «Актуальные вопросы современной фармакогнозии», посвященная творческому наследию заслуженного деятеля науки РФ, профессору Дарии Алексеевне Муравьёвой.

На могиле Д.А. Муравьёвой установлен памятник. 

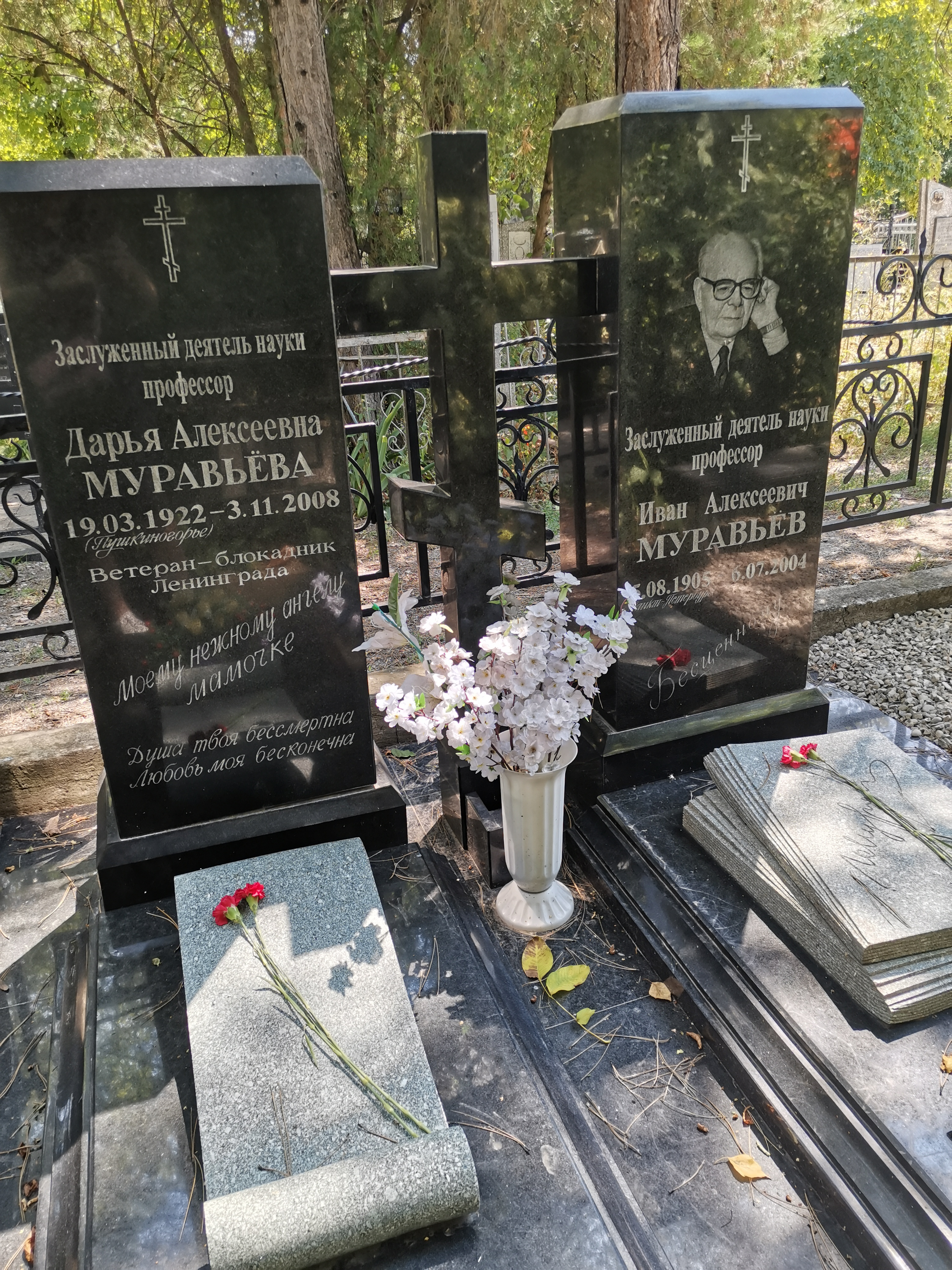